# Ayatollah of Rock 'n' Rolla
«Ayatollah of Rock 'n' Rolla» es un sencillo de la banda estadounidense Soulfly lanzado en 2014 por medio de la compañía discográfica Nuclear Blast.
La canción forma parte del álbum Savages, novena producción musical. El título de la canción proviene de una cita de la película Mad Max 2. Max Cavalera se inspiró en Hunter Thompson paras las letras del sencillo. La canción cuenta con la participación de Neil Fallon de la banda estadounidense Clutch, quien proporciona voces adicionales además de las interpretaciones propias de Max Cavalera, líder de la banda. El sencillo cuenta con elementos propios del rock sureño.
Según Greg Pratt de la revista canadiense Exclaim!, la canción presenta un «trabajo de guitarra melódico, cercano al death metal que recuerda a Carcass», y Neil Arnold de la revista Metal Forces dijo que esta canción presenta una «cruda narración del vocalista de Clutch, Neil Fallon», además de «un sonido de batería sólido».

## Personal
Miembros de la banda:
- Max Cavalera - líder, voz
- Marc Rizzo - guitarra
- Tony Campos - bajo
- Zyon Cavalera - batería

Otros miembros
- Terry Date - productor
- Sam Hofstedt - asistente de ingeniería
- Ted Jensen - masterizador